# Silvia Grandjean
Silvia Odette Grandjean (Neuchâtel, 27 augustus 1934) was een Zwitserse kunstschaatsster. Zij nam deel aan de Olympische Winterspelen van 1952.

## Belangrijkste resultaten

### Olympische Winterspelen
| Jaar | Plaats | Discipline     | Onderdeel | Resultaat                 |
| ---- | ------ | -------------- | --------- | ------------------------- |
| 1952 | Oslo   | kunstschaatsen | paren     | 7e (met Michel Grandjean) |

### Wereldkampioenschappen
| Jaar | Plaats | Onderdeel | Resultaat                 |
| ---- | ------ | --------- | ------------------------- |
| 1951 | Milaan | paren     | 7e (met Michel Grandjean) |
| 1952 | Parijs | paren     | 6e (met Michel Grandjean) |
| 1953 | Davos  | paren     | 4e (met Michel Grandjean) |
| 1953 | Oslo   | paren     | (met Michel Grandjean)    |

### Europese kampioenschappen
| Jaar | Plaats | Onderdeel | Resultaat                 |
| ---- | ------ | --------- | ------------------------- |
| 1951 | Zürich | paren     | 4e (met Michel Grandjean) |
| 1952 | Wenen  | paren     | 4e (met Michel Grandjean) |
| 1954 | Bozen  | paren     | (met Michel Grandjean)    |